# Waukesha (làng), Wisconsin
Waukesha là một thị trấn thuộc quận Waukesha, tiểu bang Wisconsin, Hoa Kỳ. Năm 2010, dân số của thị trấn này là 8.742 người.